# 臨界状態
臨界状態（りんかいじょうたい、英語: critical state）とは、原子力分野においては、原子炉などで、原子核分裂の連鎖反応が一定の割合で継続している状態のことをいう。
以下も原子力分野における臨界状態についての解説である。

## 未臨界、臨界超過
連鎖反応の量が、反応を持続できるほどの規模に達しておらず時間とともに減少する場合、この状態を臨界未満または未臨界と呼ぶ。
一方で、連鎖反応の量が時間とともに増加していく場合は臨界超過（俗に超臨界）と言い、原子炉の出力を引き上げている時点ではこの状態にある。内部には幾多の安全装置が組み込まれているが、この時に想定されていない違法な操作を行うと暴走による臨界事故等を引き起こす可能性が出てくる。
尚、通常の原子炉ではウランの核反応により240Puをはじめとする自発核分裂を起こす物質が生成する。従って原子炉においてウランに着目し狭義の臨界状態か否か厳密に言えば、未臨界状態にある（外部から中性子線の供給がある状態で釣り合う=ウランの反応だけでは釣り合わない）。
商用炉では、停止状態から出力を引き上げ（この時臨界を超過した状態）定格に達し、その状態に必要な核分裂連鎖反応を維持できる状態に到達した時点を指して、臨界達成としている

## 即発臨界と遅発臨界
原子核分裂の反応によって生成される中性子は、ウラン、プルトニウム等の核燃料物質が核分裂反応を起こしたときに発生する即発中性子と、その際の核種がさらに放射性崩壊を起こすときに核種の存在分布により一定割合で放出される遅発中性子に分けられる。臨界状態に達するのに遅発中性子が必要ならば遅発臨界、即発中性子のみで臨界状態に達するならばこれを即発臨界と呼んで区別することがある。
連鎖反応で遅発臨界が支配的な場合には臨界状態制御が可能となる、という重要な性質がある。これは、通常、即発中性子は高エネルギー（＝高速）で放出されるため、原子核に衝突しても散乱を起こして捕獲されず従って連鎖反応が発生せず、遅発中性子は比較的エネルギーが低いため、減速材を用いることで熱中性子とすることができるからである。
原子炉に利用される核燃料物質は、物質中の原子核に熱中性子が捕獲されることで核分裂を起こす。また即発中性子に比べて遅発中性子の発生は時間的な差すなわち余裕がある。このことは、制御棒などの人間活動的尺度で時間のかかる機械的操作をおこなうことで遅発中性子つまり熱中性子の“濃度”を制御できることを意味し、すなわち臨界状態に至る条件を人工的に制御できることになる。原子力発電所の炉心は、すべてこの状態で運転できるように設計される。
一方、連鎖反応に即発臨界が支配的となった場合は、システム内の中性子数が短時間（例えば反応度が2倍になるまでにかかる時間がピコ秒のオーダー）で急激に上昇する。この状態が原子炉で起きた場合、もはや制御する手段はない暴走状態となる。プルトニウムを含む核燃料を利用するプルサーマル型原子炉では、その制御がより難しく、さらに発生する同位体240Puは自発核分裂というやっかいな性質をもつため、制御をさらに難しくする。

## 参照
1. ↑  “原子炉物理の基礎（9）中性子束の時間的変化 (03-06-04-09) ATOMICA”. 2011年4月11日閲覧。